# (38094) 1999 JM9
1999 JM9 (asteroide 38094) é um asteroide da cintura principal. Possui uma excentricidade de 0.06476740 e uma inclinação de 6.42871º.
Este asteroide foi descoberto no dia 8 de maio de 1999 por CSS em Catalina.